# Flexibilidad cognitiva

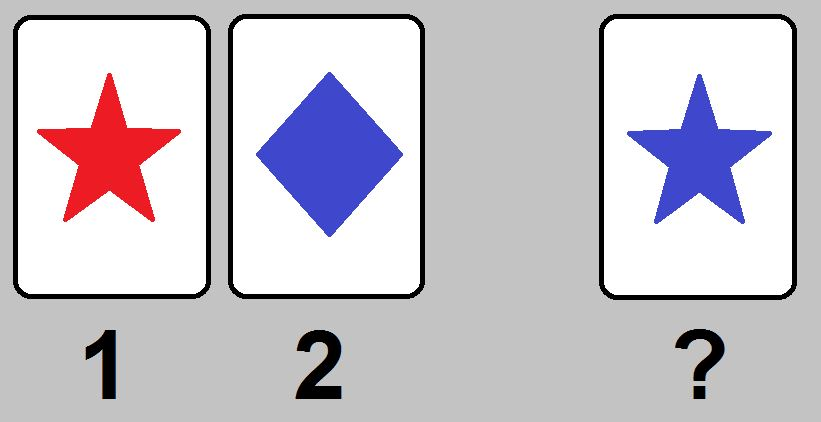
Flexibilidad cognitiva

La flexibilidad cognitiva es la capacidad mental para cambiar de pensamiento alrededor de dos conceptos diferentes, y pensar en múltiples conceptos simultáneamente.
Esta teoría enfatiza la posibilidad del traslado de conocimiento y habilidades más allá de su situación de aprendizaje inicial debido a que se extrapola la información anterior y se observa desde varias perspectivas novedosas, logrando utilizar el conocimiento o información en momentos posteriores.
Si bien es cierto que desde la perspectiva cognitiva no se menciona la flexibilidad cognitiva como una categoría particular, ni se la define como entidad independiente, se habla de generación de alternativas de resolución de problemas, en donde al sujeto se le entrena para desarrollar diversos modos de enfrentamiento ante los conflictos, para dicho fin plantea algunas estrategias como torbellino de ideas, los principios de cantidad, aplazamiento del juicio y el principio de variedad.

## Proceso
En este proceso de resolución de problemas, los contenidos son relacionados de un modo no arbitrario y sustancial, ya que las ideas se van relacionando posteriormente con algún aspecto existente y específicamente relevante de la estructura cognitiva, como por ejemplo en el caso del ámbito educativo. Esto implica que la persona al ir relacionando pensamientos e ideas experimente una especie de modificación estructural- cognitiva; de este modo le es posible explicar y argumentar ideas, trasladando a nuevos contextos el conocimiento adquirido con anterioridad, pudiendo de esta forma emplear símbolos sustitutos para situaciones particulares.

## Trabajo desde la flexibilidad cognitiva
Algunas investigaciones en materia de Psicología cognitiva han comprobado que el aprendizaje eficaz depende del contexto; y se subraya la importancia del conocimiento construido. Se plantea que es preciso que se le otorgue a los alumnos la oportunidad de desarrollar sus propias representaciones de información. De esta forma se propone un papel más activo por parte de los estudiantes en su propio aprendizaje y éste es recibido de forma más significativa porque le es algo cercano y le otorga sentido los conocimientos entregados.
Los siguientes son algunos resultados que se obtienen al trabajar desde la flexibilidad cognitiva:
- El sujeto necesita de diferentes representaciones e interpretaciones para que se produzcan aprendizajes complejos.
- Los sujetos que reciben conocimientos desde la flexibilidad cognitiva son capaces de solucionar problemas como respuesta adaptativa a los cambios que se producen en una determinada situación.
- La repetición de la información en diferentes contextos ayuda a mejorar la transferencia de los conocimientos.
- El uso de múltiples perspectivas en los programas educativos es un ejemplo de una de las recomendaciones más importantes de la teoría de la flexibilidad cognitiva.
- La tendencia a la simplificación excesiva de la complejidad del mundo real puede causar una mala estructuración de los aprendizajes.
- Entidades muy complejas del conocimiento a veces se tratan como entidades simples fuera del contexto real en el que se producen.
- Solo puede haber aprendizaje si las actividades están situadas en el mundo real, y estas no deben ser simplificadas.
- La utilización de mini-casos o pequeños segmentos de información es una estrategia que proporciona mayor rapidez en la adquisición de la experiencia y hace manipulable, por parte del alumno, la complejidad, facilitando así, la reestructuración de los conocimientos.
- Una demanda importante que hace la Teoría de la Flexibilidad Cognitiva es volver a utilizar el material educativo a tiempos diferentes, en contextos reestructurados, con propósitos diferentes y desde perspectivas conceptuales distintas, siendo esencial todo esto para lograr las metas de la adquisición del conocimiento avanzado.